# Filosofía de Spinoza

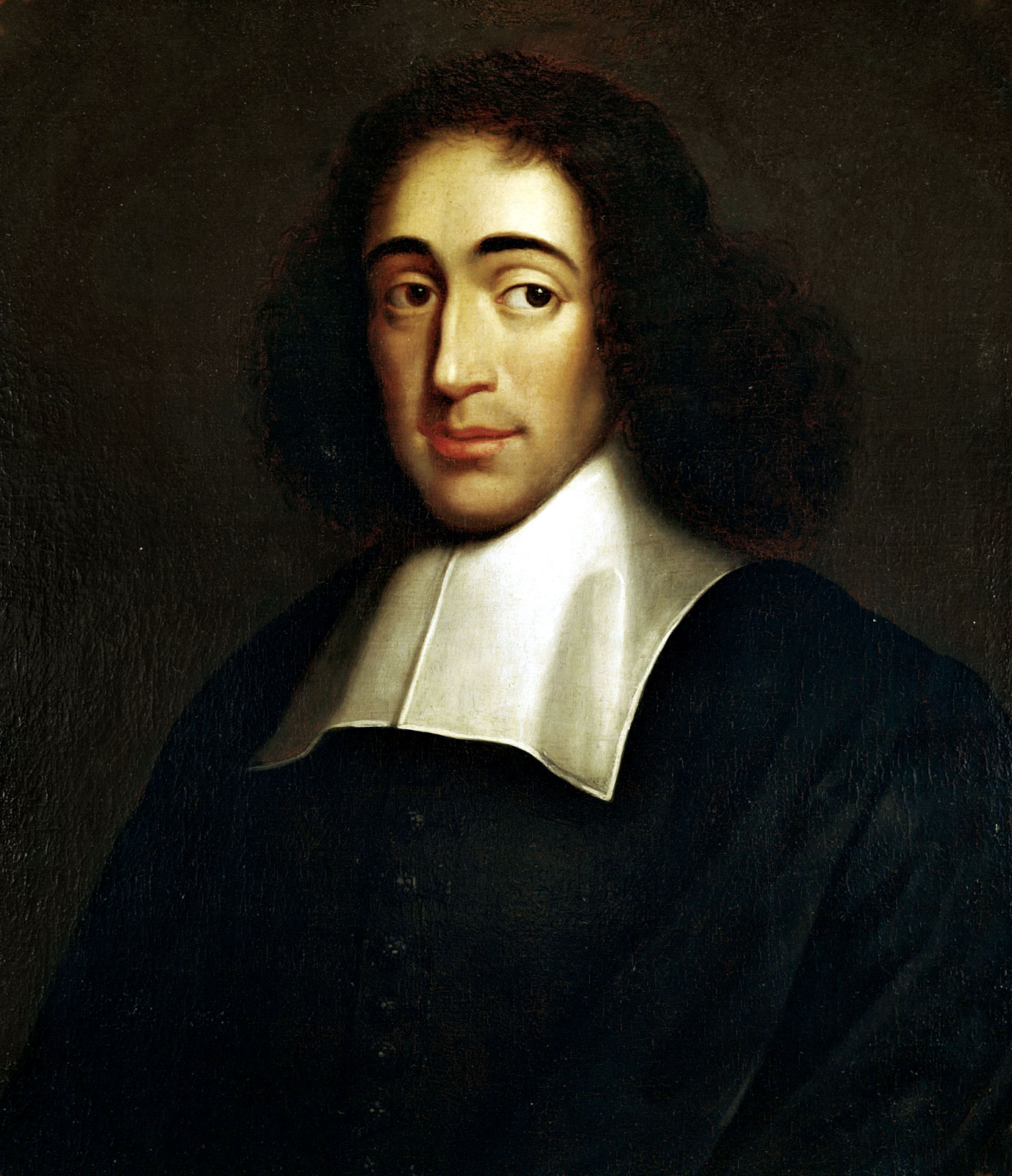
Spinoza vivió desde 1632 hasta 1677.

La filosofía de Benedictus de Spinoza abarca casi todas las áreas del discurso filosófico, incluyendo metafísica, epistemología, Filosofía política, ética, Filosofía de la mente, y Filosofía de la ciencia. Le valió a Spinoza una reputación perdurable como uno de los pensadores más importantes y originales del siglo XVII.
Samuel Shirley, quien tradujo las obras completas de Spinoza al inglés, resumió el significado de la filosofía de Spinoza de la siguiente manera:

En mi opinión, aunque Spinoza vivió y pensó mucho antes que Darwin, Freud, Einstein y las sorprendentes implicaciones de la teoría cuántica, tuvo una visión de la verdad que va más allá de lo que normalmente se concede a los seres humanos.

La filosofía de Spinoza se contiene en gran parte en dos libros: el Tratado teológico-político, y la Ética. El primero se publicó durante su vida, pero el segundo, que contiene la totalidad de su sistema filosófico en su forma más rigurosa, no se publicó hasta después de su muerte en 1677. El resto de los escritos que tenemos de Spinoza son anteriores o están incompletos. Las obras que expresan pensamientos que se cristalizaron en los dos libros antes mencionados (por ejemplo, el Tratado breve y el Tratado sobre la enmienda del intelecto), no están directamente relacionados con la propia filosofía de Spinoza (por ejemplo, Los principios de la filosofía cartesiana y La gramática hebrea). También dejó muchas cartas que ayudan a iluminar sus ideas y brindan una idea de lo que pudo haber motivado sus puntos de vista.

## Filosofía de la religión
La filosofía de la religión de Spinoza está contenida en gran parte en el Tratado teológico-político, argumenta a favor de la opinión de que debemos interpretar las Escrituras únicamente en sus propios términos estudiándolas cuidadosamente, sin conceptos o doctrinas que no puedan derivarse del texto. Si hacemos esto, pensó, resultaría que muchas cosas que creemos o que nos dicen las autoridades religiosas sobre Dios y el universo podrían demostrarse como falsas ("p. ej.", Milagro).
El punto de vista de Spinoza se ejemplifica en la siguiente oración del Prefacio al "Tratado político teológico":

Es más evidente por el hecho de que la mayoría de ellos asumen como un principio básico para la comprensión de la Escritura y para extraer su verdadero significado que es completamente veraz y divina, una conclusión que debería ser el resultado final del estudio y examen estricto y establecen desde el principio como principio de interpretación lo que sería mucho más apropiado derivar de la Escritura misma, que no necesita inventos humanos.

### Argumento ontológico
En la "Ética" de Spinoza, escribió una sección titulada "El trato de Dios y lo que le pertenece", en la que analiza la existencia de Dios y lo que Dios es. Comienza diciendo: “si hay un Dios, esto, decimos, puede probarse”. Su prueba de Dios sigue una estructura similar al argumento ontológico de Descartes. Descartes intenta probar la existencia de Dios argumentando que "debe haber algo que sea sumamente bueno, a través del cual todas las cosas buenas tienen su bondad". El argumento de Spinoza se diferencia en que no pasa directamente de la concebibilidad del ser más grande a la existencia de Dios, sino que utiliza un argumento deductivo a partir de la idea de Dios. Spinoza dice que las ideas del hombre no provienen de sí mismo, sino de algún tipo de causa externa. Así, las cosas cuyas características conoce un hombre deben haber venido de alguna fuente anterior. Entonces, si el hombre tiene la idea de Dios, entonces Dios debe existir antes de este pensamiento, porque el hombre no puede crear una idea de su propia imaginación.

### Sustancia de Dios
Después de establecer su prueba de la existencia de Dios, Spinoza se dirige a quién es "Dios". Spinoza creía que Dios es “la suma de las leyes naturales y físicas del universo y ciertamente no una entidad o creador individual”. Spinoza intenta demostrar que Dios es solo la sustancia del universo al afirmar primero que las sustancias no comparten atributos o esencias, y luego demostrar que Dios es una "sustancia" con un número infinito de atributos, por lo tanto, los atributos que posee cualquier otra sustancia también debe ser poseído por Dios. Por lo tanto, Dios es simplemente la suma de todas las sustancias del universo. Dios es la única sustancia en el universo, y todo es parte de Dios. “Todo lo que es, está en Dios, y nada puede ser ni concebirse sin Dios”. Este concepto de Dios es muy similar al Advaita Vedanta del hinduismo  Este punto de vista fue descrito por Charles Hartshorne como Panteísmo clásico. Spinoza también ha sido descrito como un  epicúreo materialista, específicamente en referencia a su oposición al dualismo cartesiano mente-cuerpo. Esta opinión fue sostenida por los epicúreos antes que él, ya que creían que los átomos con sus caminos probabilísticos eran la única sustancia que existía fundamentalmente. Spinoza, sin embargo, se desvió significativamente de los epicúreos al adherirse al determinismo estricto, al igual que los estoicos antes que él, en contraste con la creencia epicúrea en el camino probabilístico de los átomos, que está más en línea con el pensamiento contemporáneo sobre la mecánica cuántica.

## Filosofía política

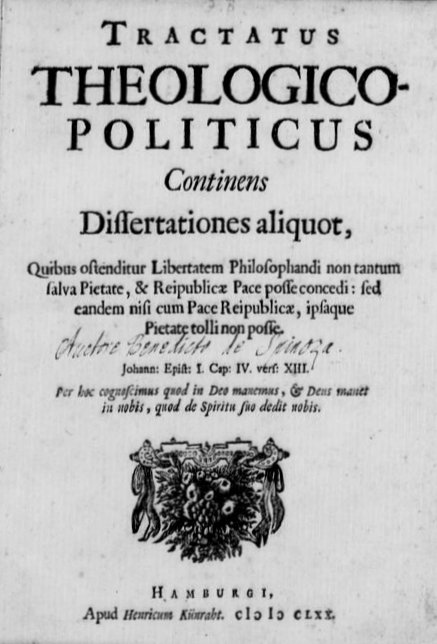
tratado
Theologico-Político se publicó de forma anónima.

La filosofía política de Spinoza está profundamente influenciada tanto por el turbulento período de tiempo en el que vivió como por el hecho de que vivió en un lugar comparativamente liberal en Europa, lo que le permitió las libertades que deseaba preservar y defender, como dice en el Prefacio al Tratado teológico-político:

Ahora bien, dado que tenemos la rara buena fortuna de vivir en una comunidad donde la libertad de juicio se otorga plenamente al ciudadano individual y puede adorar a Dios como le plazca, y donde nada se estima más querido y precioso que la libertad, creo que no estoy emprendiendo ninguna tarea ingrata o inútil en demostrar que no sólo se puede conceder esta libertad sin poner en peligro la piedad y la paz de la comunidad, sino que también la paz de la comunidad y la piedad dependen de esta libertad.

La filosofía política de Spinoza se encuentra dispersa en tres libros, el Tratado teológico-político, la Ética y el Tratado político. Un primer vistazo a sus principios fundamentales podría hacer creer al lector desinformado que es la misma que la de Hobbes. Sin embargo, ambas teorías difieren en sus conclusiones. La filosofía política de Spinoza es también una filosofía del "conatus", la tendencia individual a existir, que no se puede extinguir ni en el Leviatán más poderoso, ni en el peor de los regímenes autoritarios. Todo individuo, en opinión de Spinoza, tiene un derecho natural. Este derecho comprende todo lo que desea y puede obtener. Como resultado, mi propio derecho natural es el equivalente de mi fuerza o poder individual. Por lo tanto, en la filosofía política de Spinoza los derechos subjetivos (por ejemplo, los derechos humanos) no existen por naturaleza: son una institución de la sociedad, sólo existen en el estado civil. Además, según Spinoza las nociones de bien y de mal no tienen sentido antes del establecimiento de la sociedad, ya que en el estado natural no existen normas comunes, sólo deseos individuales (deseos que pueden llevar a unas personas a dominar a otras más débiles).
¿Cómo puede existir la sociedad civil si las personas sólo están dominadas por su propio impulso de vivir? A través de muchas maneras. Primero, por la acción de los afectos, los mismos que se describen en la Ética. Esos afectos, mis sentimientos, me llevarán a agruparme, a reunirme con personas parecidas a mí: esta similitud refuerza el sentimiento o representación de mi propia existencia. De manera similar, las necesidades humanas también jugarán un papel: la sociedad, a través de la distribución y especialización de cada tarea, puede proporcionar más bienes de los que yo mismo puedo generar y con menos esfuerzo. Por eso las ciencias y las artes sólo pueden desarrollarse en sociedades, donde hay tiempo para atender otras cosas que no sean la propia supervivencia. Este miedo, la necesidad de estar constantemente pendiente de los peligros y amenazas y de vivir en constante tensión, es la tercera causa o fenómeno raíz de la sociedad. La sociedad me trae protección y seguridad. Vemos así que Spinoza, al tiempo que incorpora en su obra argumentos hobbesianos (el argumento del miedo), desarrolla un análisis distinto que lo llevará a conclusiones diferentes: la necesidad de una sociedad libre.
Aquí los individuos nunca renuncian por completo a su derecho individual de naturaleza. Si en el Tratado teológico-político Spinoza se refiere a la noción de pacto que estaría en el origen de la sociedad civil, esta noción desaparece en el Tratado político. Las personas no son llevadas a formar una sociedad por su libre albedrío, sino por sus afectos, o dominación (una gran cantidad de individuos reunidos a través de la autoridad de un hombre inusualmente fuerte o carismático también podría ser una forma de explicar el nacimiento de la sociedad civil). No son sujetos pasivos bajo el poder de un soberano absoluto, sino ciudadanos que aportan su propia fuerza al Estado. El poder del Estado existe en opinión de Spinoza sólo a través de la reunión de poderes individuales, poderes que la sociedad incorpora y puede incluso desarrollar si sus instituciones políticas están bien diseñadas. "Bien diseñado" significa que deben inducir a los líderes políticos a actuar de acuerdo con las reglas, por su propia voluntad. En la filosofía política de Spinoza, el estado no se opone a la sociedad sino que es el aparato que da una determinada forma o existencia a la sociedad, a un conjunto de seres humanos. No es trascendente a ella, como lo es en la filosofía de Hobbes.
Estas afirmaciones tienen algunas implicaciones políticas. Aquí, los derechos individuales existen solo porque nosotros, como individuos, nos beneficiamos del poder de todo nuestro grupo. Los derechos de los miembros están garantizados por la fuerza de su grupo político (Estado o imperium). Los derechos individuales o subjetivos no existen fuera de un estado, fuera de una sociedad organizada. Pero eso no significa que el gobierno deba tener poder absoluto sobre nosotros. Para entender bien eso, hay que recordar que según Spinoza el gobierno o la sociedad (no hay diferencia entre ellos) no son otra cosa y no existen sin los conatos individuales de los individuos que se agrupan en entidades sociales. Los individuos tienen una parte de su derecho natural en el estado civil. No pueden abstenerse de juzgar sobre el estado de las cosas como lo desean, y cualquier acción que vaya en contra de esta tendencia puede inducir malestar social. De ello se sigue que el Estado debe abstenerse de cualquier acción que pueda poner en peligro su propia integridad, como puede hacerlo la condena de determinadas opiniones. En una perspectiva más amplia, un estado que se basa en formas temibles e inhumanas para preservar su poder no puede sobrevivir por mucho tiempo, ya que esas formas impiden el desarrollo de su propia fuerza y refuerzan la tendencia de la "multitud", las masas, a los disturbios o a la desobediencia: la obediencia es necesaria para preservar el orden social y la paz.
Así, podemos distinguir a Hobbes y Spinoza por la forma en que ven el funcionamiento normal del Estado. Para Hobbes, el objeto del estado es preservar la paz a través de la seguridad y el miedo si es necesario. Según Spinoza, ese tipo de paz no sería una verdadera paz sino sólo la ausencia de inquietud. La verdadera paz implica un estado de cosas donde los individuos pueden realizarse y realizar sus potencialidades, donde hay un mínimo de paz mental. Por eso Spinoza favorece estados que se organicen para que los ciudadanos puedan participar en la elaboración de las leyes, como forma de mejorar su calidad, y en el funcionamiento del estado.
El vocabulario de Spinoza muestra una modificación de la forma en que los filósofos ven la política en comparación con la Antigüedad. En las obras de Platón y Aristóteles, la buena política implica un buen gobierno (definido como la forma en que se toman las decisiones en una determinada comunidad política), en el sentido de que los diferentes tipos de gobierno pueden clasificarse según sus virtudes (la aristocracia es mejor que la democracia, que es mejor que la oligarquía y la tiranía según Platón, etc.). Spinoza va más allá de esta forma de ver las cosas. No hay mejor gobierno en este sentido: el mejor gobierno es el gobierno al que la gente de un determinado país se ha acostumbrado, y no hay nada bueno en cambiarlo pues tal cambio altera el equilibrio de poder ya existente y puede traer malestar, conflicto entre intereses opuestos o arraigados. Según él, más bien se debería apuntar a diseñar mejores instituciones: por cada tipo de régimen o gobierno (monarquía, aristocracia, democracia) Spinoza implementa los lineamientos de lo que deberían ser las buenas instituciones para este régimen. Por ejemplo, en la monarquía debe haber un Consejo oficial del rey, cuyos miembros se eligen formalmente y cuyas opiniones forman un conjunto de posibles decisiones para el rey. Esta es una forma de evitar el problema de los consejeros o ministros secretos del rey, que tienen mucha influencia sobre el rey y, a menudo, son los verdaderos tomadores de decisiones. Este sistema hace pública y transparente mediante un proceso formal una cuestión de hecho, la existencia de un círculo de asesores en torno al rey.
De este modo, en su inacabado Tratado político Spinoza establece que no se debe confiar la eficacia del gobierno a la capacidad y la buena voluntad de ningún individuo, sino a la división de poderes y al funcionamiento mecánico del Estado. El objetivo sería lograr un sistema político en el que «tanto los que gobiernan como los gobernados, quieran o no quieran, hagan lo que exige el bienestar común», y Spinoza recomienda para ello la creación de órganos colegiados o Consejos compuestos de numerosos miembros que se controlen unos a otros, independientemente de la forma de gobierno. Se deben evitar, así, la dictadura y la tiranía, previniendo sus causas (la acumulación del poder en «uno solo») para no caer en la esclavitud.

## Filosofía de la mente/psicología

### La mente humana
Spinoza aboga por una concepción distinta de la mente humana en la segunda parte de "La ética". Dice lo siguiente:

Lo primero que constituye el ser actual de una Mente humana no es más que la idea de una cosa singular que existe realmente.(E2P11)

Luego argumenta que se sigue que "la Mente humana es una parte del intelecto infinito de Dios". (E2P11c) Además, Spinoza dice: "Todo lo que sucede en el objeto de la idea que constituye la Mente humana debe ser percibido por la Mente humana" (E2P12) De aquí se desprende un claro rechazo al dualismo mente/cuerpo de Descartes: “El objeto de la idea que constituye la Mente humana es el Cuerpo, o cierto modo de Extensión que existe realmente, y nada más.” (E2P13)

### Las emociones
Una cosa que parece, en la superficie, distinguir la visión de Spinoza de las emociones de las imágenes de Descartes y Hume es que él toma las emociones como mediadas cognitivamente en algún aspecto importante. Jonathan Bennett afirma que "Spinoza vio las emociones principalmente como causadas por cogniciones. [Sin embargo] no dijo esto con la suficiente claridad y, a veces, lo perdió de vista por completo".
Spinoza proporciona varias demostraciones que pretenden mostrar verdades sobre cómo funcionan las emociones humanas. La imagen presentada es, según Bennett, "poco favorecedora, teñida como está por el egoísmo universal".
El tratamiento de Spinoza de las emociones en la tercera parte de La ética, "Sobre el origen y la naturaleza de los afectos", utiliza un amplio conjunto de terminología, claramente destinado a cubrir la totalidad de la experiencia humana. Nos dice en el Prefacio:

Los afectos, pues, de odio, ira, envidia, etc., considerados en sí mismos, se siguen de la misma necesidad y fuerza de la naturaleza que cualquier otra cosa singular. Y por tanto reconocen ciertas causas, por las cuales se entienden, y tienen ciertas propiedades, tan dignas de nuestro conocimiento como las propiedades de cualquier otra cosa, por la mera contemplación de la cual nos complacemos.

### Libertad humana
Si existe algún tipo significativo de libertad que los humanos puedan tener genuinamente es, en la imagen de Spinoza, al menos discutible. Ciertamente afirma que hay una especie de libertad, a saber, aquella a la que se llega mediante un adecuado conocimiento de Dios, o lo que es lo mismo: del universo. Pero en las dos últimas proposiciones de la Parte Dos de La Ética, P48 y P49, rechaza explícitamente la noción tradicional de libre albedrío. En E2P48, afirma:

En la Mente no hay voluntad absoluta o libre, sino que la Mente está determinada a querer esto o aquello por una causa que también está determinada por otra, y ésta nuevamente por otra, y así hasta el infinito.

Entonces, de esto obtenemos un fuerte sentido del naturalismo metafísico de Spinoza, es decir, que los órdenes natural y humano son contiguos. Siendo ese el caso, la libertad humana de un tipo que nos liberaría del orden de las causas físicas es imposible. Sin embargo, sostiene Spinoza, aún debemos esforzarnos por comprender el mundo que nos rodea y, al hacerlo, ganar un mayor grado de "poder", lo que nos permitirá ser más activos que pasivos, y hay un sentido en que esto es una especie de libertad.Stanford.edu

## Metafísica
La metafísica de Spinoza consiste en una cosa, la sustancia, y sus modificaciones (modos). Al principio de la Ética, Spinoza argumenta que solo hay una sustancia, que es absolutamente Infinito, autocausada y eterna. Él llama a esta sustancia "Dios", o "Naturaleza". De hecho, él toma estos dos términos como sinónimos (en el latín la frase que usa es "Deus Natura"). Para Spinoza todo el universo natural  está hecho de una sola sustancia, Dios, o, lo que es lo mismo, la Naturaleza, y sus modificaciones (modos).

No se puede dejar de enfatizar cómo el resto de la filosofía de Spinoza —su filosofía de la mente, su epistemología, su psicología, su filosofía moral, su filosofía política y su filosofía de la religión— fluye más o menos directamente de los fundamentos metafísicos de la Parte I del libro. Ética.

### Sustancia
Spinoza define "sustancia" de la siguiente manera:

Por sustancia entiendo lo que es en sí y se concibe por sí mismo, es decir, aquello cuyo concepto no requiere el concepto de otra cosa, de la que debe formarse.(E1D3)

Esto significa, esencialmente, que la sustancia es todo lo que se puede pensar sin relacionarlo con ninguna otra idea o cosa. Por ejemplo, si uno piensa en un objeto particular, piensa en él como un tipo de cosa, por ejemplo, x es un gato. La sustancia, por otro lado, debe concebirse por sí misma, sin entenderla como un tipo particular de cosa (porque no es una cosa particular en absoluto).

### Atributos
Spinoza define "atributo" de la siguiente manera:

Por atributo entiendo lo que el intelecto percibe de una sustancia, como constituyendo su esencia.(E1D4)

De esto se puede ver que los atributos están relacionados con la sustancia de alguna manera. Sin embargo, no está claro, incluso a partir de la definición directa de Spinoza, si a) los atributos son realmente la forma en que la sustancia es, ob) los atributos son simplemente formas de entender la sustancia, pero no necesariamente la forma en que realmente es.
Spinoza piensa que hay un número infinito de atributos, pero hay dos atributos de los que Spinoza cree que podemos tener conocimiento. A saber, pensamiento y extensión.

#### Pensamiento
El atributo del pensamiento es cómo se puede entender que la sustancia da lugar a pensamientos o cosas pensantes. Cuando entendemos una cosa particular en el universo a través del atributo del pensamiento, estamos entendiendo el modo como una "idea" de algo (ya sea otra idea o un objeto).

#### Extensión
El atributo de extensión es cómo se puede entender que la sustancia se extiende físicamente en el espacio. Las cosas particulares que tienen amplitud y profundidad (es decir, ocupan espacio) son lo que se entiende por "extendidas" sigue de esto que si la sustancia y Dios son idénticos, en opinión de Spinoza, y contrariamente a la concepción tradicional, Dios tiene la extensión como uno de sus atributos.

### Modos
Los modos son modificaciones particulares de la sustancia, es decir, cosas particulares en el mundo. Spinoza da la siguiente definición:

Por modo entiendo los afectos de una sustancia, "o" lo que está en otra por la que también es concebida.(E1D5)

### Monismo de sustancia
El argumento de que sólo hay una sustancia en el universo aparece en las primeras catorce proposiciones de "La ética". La siguiente proposición expresa el compromiso de Spinoza con el monismo de sustancia:

Excepto Dios, ninguna sustancia puede ser o ser concebida.(E1P14)

Spinoza considera que esta proposición se sigue directamente de todo lo que dice antes de ella. El monismo de Spinoza se contrasta con el dualismo de Descartes y el pluralismo de Leibniz. Permite a Spinoza evitar el problema de la interacción entre la mente y el cuerpo, que preocupaba a Descartes en sus "Meditaciones sobre la primera filosofía".

### Causalidad y modalidad
La cuestión de la causalidad y la modalidad (posibilidad lógica y necesidad metafísica) en la filosofía de Spinoza es polémica. La filosofía de Spinoza es, en un sentido, completamente determinista (o necesario). Esto se puede ver directamente del Axioma 3 de La Ética:

De una causa determinada dada se sigue necesariamente el efecto; ya la inversa, si no hay una causa determinada, es imposible que se siga un efecto.(E1A3)

Sin embargo, Spinoza parece dar cabida a una especie de libertad, especialmente en la quinta y última sección de La ética, "Sobre el poder del intelecto o sobre la libertad humana".:

Paso, finalmente, a la Parte restante de la Ética, que se refiere al medio o camino, que conduce a la Libertad. Aquí, entonces, trataré del poder de la razón, mostrando lo que puede hacer contra los afectos, y lo que es la Libertad de Espíritu, o bienaventuranza. (E5, Prefacio)

Entonces, Spinoza ciertamente tiene un uso para la palabra 'libertad', pero equipara "Libertad mental" con "bendición", una noción que tradicionalmente no se asocia con libertad de voluntad en absoluto.

#### El principio de razón suficiente (PRS)
Aunque el PRS se asocia más comúnmente con Gottfried Leibniz, podría decirse que se encuentra en su forma más fuerte en la filosofía de Spinoza.
Dentro del contexto del sistema filosófico de Spinoza, se puede entender que el PRS unifica la causalidad y la explicación. Lo que esto significa es que, para Spinoza, las preguntas sobre la "razón" por la que un fenómeno dado es de la forma en que es (o existe) siempre se pueden responder, y siempre se pueden responder en términos de la(s) causa(s) relevante(s). Esto constituye un rechazo de la teleológica, o la causalidad final, excepto posiblemente en un sentido más restringido para los seres humanos. Dado esto, las opiniones de Spinoza con respecto a la causalidad y la modalidad comienzan a tener mucho más sentido.

### Paralelismo
La filosofía de Spinoza contiene como proposición clave la noción de que los fenómenos mentales y físicos (pensamiento y extensión) ocurren en paralelo, pero sin interacción causal entre ellos. Expresa esta proposición de la siguiente manera:

El orden y la conexión de las ideas es el mismo que el orden y la conexión de las cosas.(E2P7)

Su prueba de esta proposición es que:

El conocimiento de un efecto depende e implica el conocimiento de su causa.(E1A4)

La razón por la que Spinoza piensa que el paralelismo se sigue de este axioma es que, dado que la idea que tenemos de cada cosa requiere el conocimiento de su causa, esta causa debe entenderse bajo el mismo atributo. Además, solo hay una sustancia, por lo que siempre que entendemos alguna cadena de ideas de cosas, entendemos que la forma en que las ideas se relacionan causalmente debe ser la misma forma en que se relacionan las cosas mismas, ya que las ideas y las cosas son la misma. mismos modos entendidos bajo diferentes atributos.

## Epistemología
La epistemología de Spinoza es profundamente racionalista. Es decir, a diferencia de los empiristas que rechazaron el conocimiento de las cosas tal como son en sí mismas (en favor del conocimiento meramente de lo que aparece a los sentidos), pensar que podemos tener a a priori conocimiento, conocimiento de un mundo externo a nuestras percepciones sensoriales, y, además, que esto equivale al conocimiento de Dios. La mayoría de las afirmaciones epistemológicas de Spinoza se encuentran en la segunda parte de La ética.

### Verdad y falsedad
Las nociones de verdad y falsedad de Spinoza tienen que ver con la relación entre las ideas y sus objetos. Él piensa eso:

Toda idea que en nosotros es absoluta, o adecuada y perfecta, es verdadera. (E2P34)

La falsedad consiste en la privación de conocimiento que implican las ideas inadecuadas, mutiladas y confusas.(E2P35)

#### Ideas adecuadas e inadecuadas
De esto queda claro que las nociones de ideas adecuadas e inadecuadas son importantes para comprender cómo funciona la visión de Spinoza. Esto puede explicarse de la siguiente manera. Spinoza argumenta que "Todas las ideas, en la medida en que están relacionadas con Dios, son verdaderas".(E2P32) Dado que por "Dios" se refiere a la única sustancia que existe necesaria y absolutamente infinitamente, se sigue que una idea, tal como es, sin referencia al conocimiento que tiene una persona en particular, es necesariamente verdadera, ya que simplemente es un caso particular de Dios. (E2P32)
Por otro lado, Spinoza argumenta: "Todas las ideas están en Dios; y, en la medida en que se relacionan con Dios, son verdaderas y adecuadas. Y así, no hay ideas inadecuadas o confusas excepto en la medida en que se relacionan con la Mente singular" de alguien."(E2P36d). Es decir, aunque las ideas consideradas objetivamente como elementos del universo son siempre adecuadas (es decir, su relación con su objeto es total), cuando un individuo particular tiene una idea de algo, tal idea es necesariamente incompleta y, por lo tanto, inadecuada. Esta es la fuente de la falsedad.

### Tres clases de conocimiento
Spinoza analiza los tres tipos de conocimiento en E2P40s2.

#### El primer tipo de conocimiento
Spinoza piensa que hay dos formas en que podemos tener el primer tipo de conocimiento:
1. De la experiencia aleatoria: "de las cosas singulares que nos han sido representadas a través de los sentidos de manera mutilada, confusa y sin orden para el intelecto; por eso me he acostumbrado a llamar a tales percepciones conocimiento del azar."[22]
2. De la imaginación: "de los signos, por ejemplo, del hecho de que, habiendo oído o leído ciertas palabras, recordamos cosas y nos formamos ciertas ideas de ellas, que son como ellas, y a través de las cuales imaginamos las cosas".[22]

Él llama a estas dos formas "conocimiento de primera clase, opinión o imaginación".

#### El segundo tipo de conocimiento
Spinoza sostiene que surge el segundo tipo de conocimiento:

del hecho de que tenemos nociones comunes e ideas adecuadas de las propiedades de las cosas".

Continúa explicando lo que esto significa en las proposiciones que siguen inmediatamente.

#### El tercer tipo de conocimiento
Esto puede denominarse Intuición, pero significa algo bastante técnico para Spinoza. El tercer tipo de conocimiento es una parte particularmente importante de la filosofía de Spinoza porque es lo que él cree que nos permite tener un conocimiento adecuado y, por lo tanto, conocer las cosas con absoluta verdad. Como dice: 

hay (como mostraré en lo que sigue) otra tercera clase, que llamaremos conocimiento intuitivo. Y este tipo de conocimiento procede de una idea adecuada de ciertos atributos de Dios al conocimiento adecuado de la esencia de las cosas.

## Ética

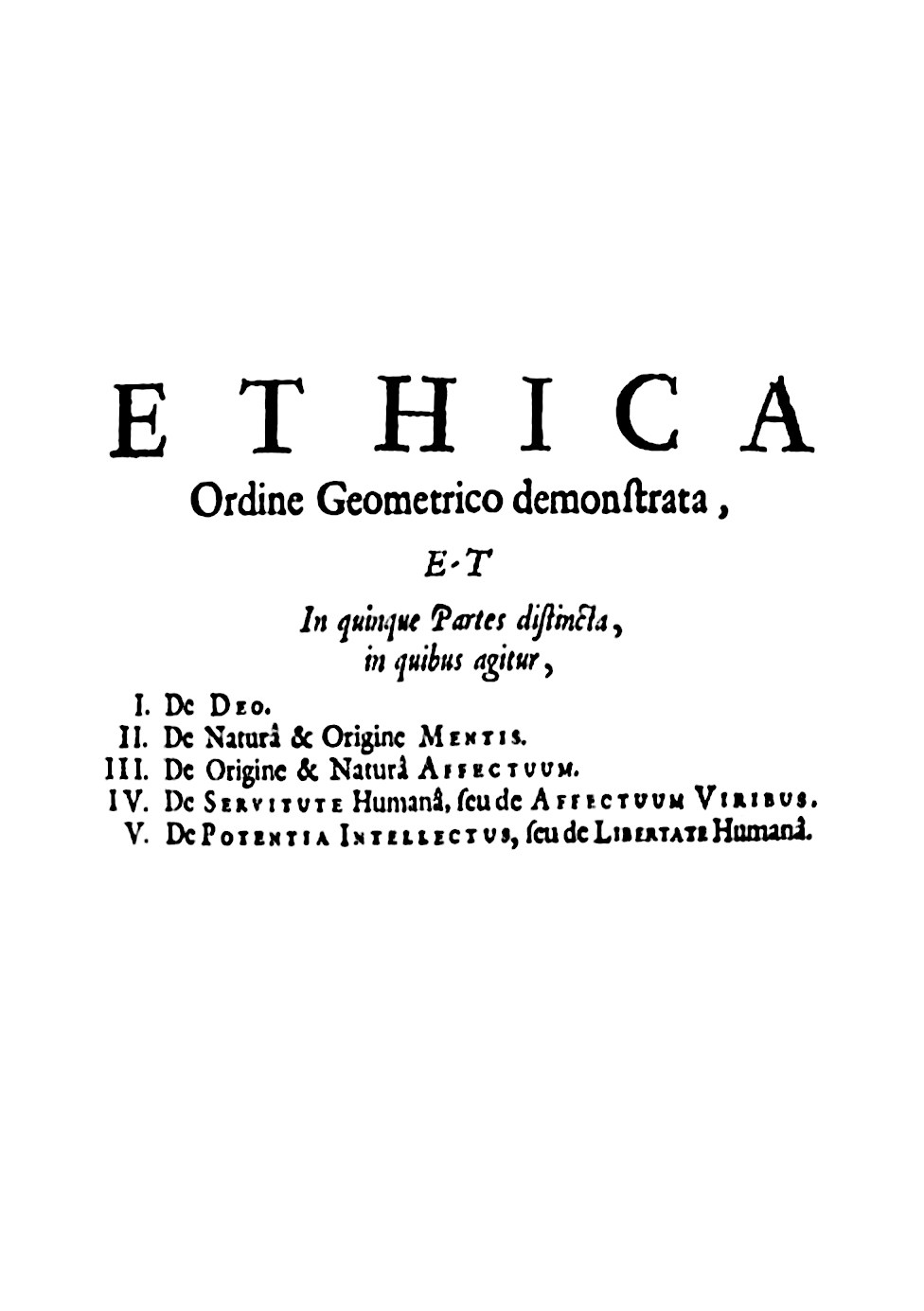
La primera página de la obra magna de Spinoza, Ética

Los puntos de vista éticos de Spinoza están profundamente ligados a su sistema metafísico. Esto se desprende de la siguiente afirmación:

En cuanto al bien y al mal, tampoco indican nada positivo en las cosas, consideradas en sí mismas, ni son otra cosa que modos de pensar, o nociones que nos formamos porque comparamos las cosas entre sí. (E4, Prefacio)

También se desprende de esto que él es una especie de subjetivista sobre los valores morales. Es decir, no considera que el bien y el mal sean propiedades/hechos reales en los objetos a los que se los atribuimos, sino que son simplemente pensamientos que tenemos sobre el valor comparativo de una cosa con respecto a otra para una persona en particular.

### "Bien" y "Mal"
Spinoza da las siguientes definiciones de "Bien" y "Mal":

Por bueno entenderé lo que ciertamente sabemos que nos es útil.(E4D1)

Por mal, sin embargo, entenderé lo que ciertamente sabemos que nos impide ser dueños de algún bien.(E4D2)

De esto queda claro que la visión de Spinoza del valor moral es, en cierto sentido, instrumental. Es decir, la bondad o maldad de un objeto o acción particular no se mide por alguna propiedad esencial. El énfasis en el "conocimiento esencial" es importante, dada la visión de Spinoza de lo que equivale a la certeza  epistémica, es decir, conocimiento adecuado de Dios (una noción que se desarrolla brevemente en este artículo).

### Bendición
La noción de bienaventuranza de Spinoza ocupa un lugar central en su filosofía ética.
Bienaventuranza (o salvación o libertad), piensa Spinoza,

consiste... en un constante y eterno amor de Dios, o en el amor de Dios por los hombres.(E5P36s)

Y esto significa, como explica Jonathan Bennett, que "Spinoza quiere que la 'bienaventuranza' represente el estado más elevado y deseable en el que uno podría estar". Aquí, comprender lo que se entiende por 'estado más elevado y deseable' requiere comprender la noción de Spinoza de conatus (léase: esforzarse, pero no necesariamente con ningún equipaje de teleológica ) y que "perfección" no se refiere al valor (moral), sino a la plenitud. Dado que los individuos se identifican como meras modificaciones de la Sustancia infinita, se sigue que ningún individuo puede jamás ser "totalmente" completo, es decir, perfecto o bendito. La perfección absoluta está, como se señaló anteriormente, reservada únicamente para la Sustancia. No obstante, los meros modos pueden alcanzar una forma menor de bienaventuranza, a saber, la de la pura comprensión de uno mismo tal como uno es realmente, es decir, como una modificación definida de la Sustancia en un cierto conjunto de relaciones con todo lo demás en el universo. Que esto es lo que Spinoza tiene en mente se puede ver al final de "Ética", en E5P24 y E5P25, donde Spinoza hace dos movimientos clave finales, unificando las proposiciones metafísicas, epistemológicas y éticas que ha desarrollado a lo largo del curso del trabajo. En E5P24 vincula la comprensión de las cosas particulares a la comprensión de Dios, o Sustancia; en E5P25, el conatus de la mente se vincula con el tercer tipo de conocimiento (Intuición). Desde aquí, hay un pequeño paso hasta la conexión de la Bienaventuranza con el amor dei intelectualis ("amor intelectual de Dios").

## Véase también

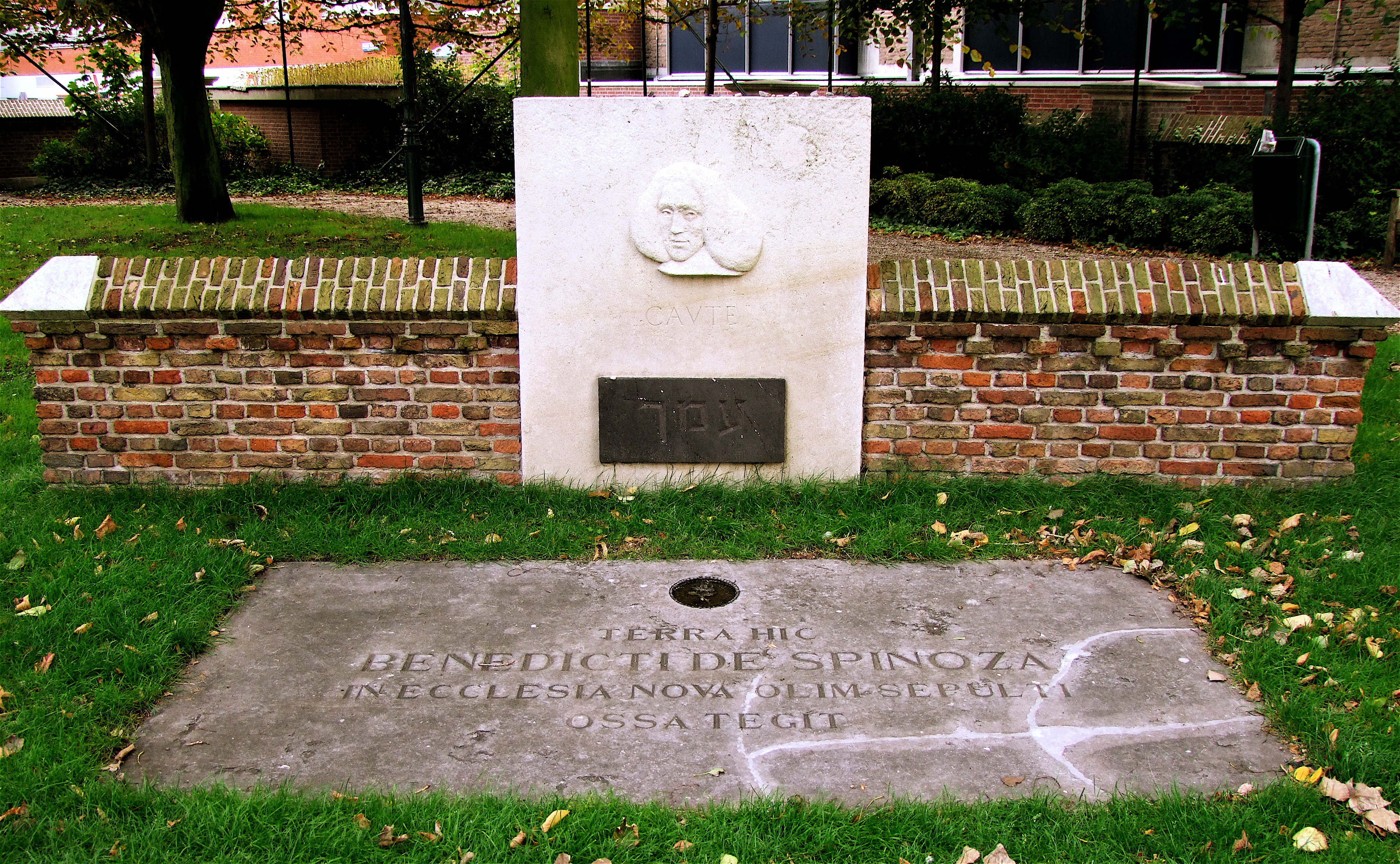
Terra hic Benedicti de Spinoza en Ecclesia Nova olim sepulti ossa tegit; "La tierra aquí cubre los huesos de Benedictus de Spinoza, una vez enterrados en la Iglesia Nueva".
Este monumento en la Iglesia Nueva de La Haya marca lo que pueden o no ser algunos de los restos de Benedictus de Spinoza.

## Otras lecturas
- Jonathan Bennett, Un estudio de la ética de Spinoza, Indianápolis: Hackett, 1984.
- Edwin M. Curley, Detrás del Método Geométrico. Una lectura de la ética de Spinoza, Princeton: Princeton University Press, 1988.
- Michael Della Rocca, Spinoza, Nueva York: Routledge, 2008.
- Steven Nadler, La ética de Spinoza: una introducción, Cambridge: Cambridge University Press, 2006.
- Yirmiyahu Yovel, Spinoza y Otros Herejes, Volumen 1: El Marrano de la Razón; Volumen 2: Las aventuras de la inmanencia, Princeton: Princeton University Press, 1992.

- Datos: Q7186254